# Michele Dougherty
Michele Dougherty   (Sud-àfrica, 1962) Michele Karen Dougherty FRS és una professora de física espacial en Imperial College London. Va ser guardonada en 2008 amb la Medalla Hughes de la Royal Society.

## Biografia
Dougherty va destacar "pel seu lideratge científic de la missió internacional Cassini-Huygens a Saturn i les seves llunes de la NASA-AQUESTA-ASI". Com a principal investigadora de l'operació, la recol·lecció de dades i l'anàlisi de les observacions del magnetòmetre a bord de la nau espacial Cassini, Michele Dougherty va contribuir significativament a millorar la comprensió de Saturn i les seves llunes. El seu treball ha conduït al descobriment d'una atmosfera dinàmica composta d'aigua i hidrocarburs en Engelosit, una de les llunes de Saturn. Aquests descobriments van ser de gran rellevància sobre la nostra visió dels sistemes planetaris, i van obrir noves possibilitats per a les missions de naus espacials a les llunes de Saturn en cerca de vida.
Abans de treballar en la nau espacial Cassini-Huygens, Dougherty va formar part de l'equip responsable del magnetòmetre per a l'anàlisi de Júpiter de la missió Ulysses. També va ser investigadora convidada en el Programa d'Anàlisi de Dades del Sistema de Júpiter de NASA com a part de la nau espacial Galileu.
Dougherty av esdevenir un membre de la Royal Society en 2012 i ha estat reconeguda pel Consell de Ciències del Regne Unit com una dels 100 millors científics del Regne Unit.